# Poley
Poley este o comună în Saxonia-Anhalt, Germania